# フェンダー・ジャガーベース
フェンダー・ジャガーベース (Fender Jaguar Bass) はフェンダーの、日本で製造されたエレクトリックベース。ジャズベースとジャガーのスタイルと電気系統のユニークな組み合わせを特徴とする。ジャガータイプのアルダーボディにアクティブ/パッシブ両用のジャズベース・ピックアップを搭載、多彩なトーンコントロールが可能になっている。ジャズベースと同じ位置にセットされたマスターボリューム/マスタートーンに加え、ボディ上部にはアクティブ/パッシブ・スイッチと、アクティブ時に有効なバス・コントロール/トレブル・コントロールを装備。下部にはそれぞれのピックアップのオン/オフスイッチと、ピックアップ・シリーズ・スイッチを備える。細いCシェイプのメイプルネックにローズウッドのフィンガーボードに模造真珠でブロック・インレイが施され、ジャズベースの4サドルクロームブリッジとヴィンテージスタイルチューニングペグが使われている。
2006年1月のNAMMショーにてアメリカデビューを果たした。当初の定価は999.99ドルだが、一般的な販売価格は700ドル以下であった。アメリカで販売されたものはホット・ロッド・レッド（ヘッドも同色）とブラックのカラーヴァリエーションのみ。日本ではヴィンテージ・ホワイトとスリートーン・サンバーストも選択可能であった。こちらもヘッドが同色なのはホット・ロッド・レッドのみである。
ジャガーベースはジャガー・バリトン・カスタム（ジャガーベースVIとして知られる）やベースVIと混同しないよう注意が必要である。